# Alectra basserei
Alectra basserei är en snyltrotsväxtart som beskrevs av J. Berhaut. Alectra basserei ingår i släktet Alectra och familjen snyltrotsväxter. Inga underarter finns listade i Catalogue of Life.